# Jewar
Jewar és una ciutat i nagar panchayat al districte de Gautam Buddha Nagar a Uttar Pradesh, propera a la vora de la municipalitat de Greater Noida a uns 60 km de Noida, i a pocs quilòmetres del riu Yamuna en un lloc a l'entorn de diversos rierols afluents del Yamuna, i a 92 km de Delhi. Al cens del 2001 figura amb 26.950 habitants. La població el 1872 era de 7.399, el 1881 de 6.219 i el 1901 de 7.718 (60% hindús i 30% musulmans). El seu nom deriva de Maharshi Jaawali, un savi de l'antiguitat que té un temple dedicat a 1 km a l'oest de la ciutat. És capital d'un tahsil i d'un bloc de desenvolupament rural amb centenars de pobles.
Al segle XII en la campanya contra els meos, els rajputs jaduns foren convidats pels bramans de Jewar a anar de Bhartpur (Bhurtpore) a Jewar, i es van establir a la ciutat d'on van expulsar els meos. La dinastia rajput jadon va conservar la ciutat i rodalia durant segles. Begam Samru fou la darrera que va governar Jewar fins a la seva mort el 1836 quan segons la doctrina del lapse l'estat va passar als britànics. El mercat fou reconstruït el 1881-1882.